# 在外地主制
在外地主制（absentee landlordism）是19世纪愛爾蘭的一种土地所有权制度，指地主不居住在其拥有的土地上，而是委托代理人或租户管理和耕作土地，通常地主向租户收取租金。地主多为英国人，居住在英国本土或其他地方，而土地则由爱尔兰本地的佃农耕作。